# Course en ligne féminine aux championnats du monde de cyclisme sur route 1994
Navigation
1993 1995
La course en ligne féminine aux championnats du monde de cyclisme sur route 1994 a lieu le 24 août 1994 à Agrigente en Italie. Cette édition est remportée par la Norvégienne Monica Valvik-Valen.

## Classement
|                                    | Coureuse                  | Pays       |    | Temps         |
| ---------------------------------- | ------------------------- | ---------- | -- | ------------- |
| Médaille d'or, Coupe du Monde      | Monica Valvik-Valen       | Norvège    | en | 2 h 8 min 3 s |
| Médaille d'argent, Coupe du Monde  | Patsy Maegerman           | Belgique   | +  |               |
| Médaille de bronze, Coupe du Monde | Jeanne Golay              | États-Unis |    |               |
| 4                                  | Gulnara Fatkúlina         | Russie     |    |               |
| 5                                  | Imelda Chiappa            | Italie     |    |               |
| 6                                  | Svetlana Guiguileva       | Ukraine    |    |               |
| 7                                  | Natalja Kistchuk          | Ukraine    |    |               |
| 8                                  | Luzia Zberg               | Suisse     |    |               |
| 9                                  | Jeannie Longo-Ciprelli    | France     |    |               |
| 10                                 | Petra Meier-Walczewski    | Suisse     |    |               |
| 11                                 | Elsbeth van Rooy-Vink     | Pays-Bas   |    |               |
| 12                                 | Vera Hohlfeld             | Allemagne  |    |               |
| 13                                 | Nada Cristofoli           | Italie     |    |               |
| 14                                 | Laura Charameda           | États-Unis |    |               |
| 15                                 | Svetlana Samokhvalova     | Russie     |    |               |
| 16                                 | Aleksandra Koliaseva      | Russie     |    |               |
| 17                                 | Elisabeth Chevanne-Brunel | France     |    |               |
| 18                                 | Rasa Polikevičiūtė        | Lituanie   |    |               |
| 19                                 | Claudia Lehmann           | Allemagne  |    |               |
| 20                                 | Barbara Heeb              | Suisse     |    |               |
| 21                                 | Clara Hughes              | Canada     |    |               |
| 22                                 | Susanne Ljungskog         | Suède      |    |               |
| 23                                 | Marion Clignet            | France     |    |               |
| 24                                 | Susan Palmer-Komar        | Canada     |    |               |
| 25                                 | Heidi Van De Vijver       | Belgique   |    |               |
| 26                                 | Yvonne Troost-Brunen      | Pays-Bas   |    |               |
| 27                                 | Anne Samplonius           | Canada     |    |               |
| 28                                 | Bogumila Matusiak         | Pologne    |    |               |
| 29                                 | Valeria Cappellotto       | Italie     |    |               |
| 30                                 | Marion Borst              | Pays-Bas   |    |               |
| 31                                 | Jocelyne Messori-Hugi     | France     |    |               |
| 32                                 | Regina Schleicher         | Allemagne  |    |               |
| 33                                 | Roberta Bonanomi          | Italie     |    |               |
| 34                                 | Daniëlle Overgaag         | Pays-Bas   |    |               |
| 35                                 | Olga Sokolova             | Russie     |    |               |
| 36                                 | Diana Ziliute             | Lituanie   |    |               |
| 37                                 | Susanne Plambeck          | Allemagne  |    |               |
| 38                                 | Maria Heim                | Suisse     |    |               |
| 39                                 | Tamara Poliakova          | Ukraine    |    |               |
| 40                                 | Margaret Henderson        | Australie  |    |               |
| 41                                 | Deirdre Demet-Barry       | États-Unis |    |               |
| 42                                 | Alison Dunlap             | États-Unis |    |               |
| 43                                 | Edita Pucinskaite         | Lituanie   |    |               |
| 44                                 | Fátima Blázquez           | Espagne    |    |               |
| 45                                 | Natalja Yuganiuk          | Ukraine    |    |               |

|                      | Coureuse             | Pays        |  | Temps       |
| -------------------- | -------------------- | ----------- |  | ----------- |
| Autres compétitrices |                      |             |  |             |
| 46                   | Fabiana Luperini     | Italie      |  | 48 s        |
| 47                   | Anne-Marie Cooreman  | Belgique    |  | 52 s        |
| 48                   | Zinaida Stahurskaya  | Biélorussie |  | 1 min 14 s  |
| 49                   | Ina-Yoko Teutenberg  | Allemagne   |  | 1 min 14 s  |
| 50                   | Ingrid Haringa       | Pays-Bas    |  | 1 min 14 s  |
| 51                   | Edita Kubelskienė    | Lituanie    |  | 1 min 25 s  |
| 52                   | Michela Fanini       | Italie      |  | 2 min 12 s  |
| 53                   | Marianne Berglund    | Suède       |  | 2 min 34 s  |
| 54                   | Cécile Odin          | France      |  | 3 min 4 s   |
| 55                   | Catherine Marsal     | France      |  | 3 min 4 s   |
| 56                   | Tatiana Stiajkina    | Ukraine     |  | 4 min 29 s  |
| 57                   | Lenka Ilavská        | Slovénie    |  | 4 min 39 s  |
| 59                   | Tea Vikstedt-Nyman   | Finlande    |  | 5 min 26 s  |
| 61                   | Vanja Vonckx         | Belgique    |  | 5 min 58 s  |
| 62                   | Karen Kurreck        | États-Unis  |  | 7 min 42 s  |
| 64                   | Valentina Gerasimova | Russie      |  | 10 min 17 s |
| 65                   | Tanja Klein          | Autriche    |  | 10 min 17 s |
| 68                   | Marie Höljer         | Suède       |  | 12 min 37 s |